# Mesotitanidae
Famille
Les Mesotitanidae constituent une famille fossile de titanoptères.
Les espèces de cette famille datent du Trias.

## Classification
Selon Orthoptera Species File (21 juin 2018) :
- sous-famille †Deinotitaninae Gorochov, 2007
  - genre †Deinotitan Gorochov, 2007
- sous-famille †Jubilaeinae Béthoux, 2007
  - genre †Jubilaeus Sharov, 1968
- sous-famille †Mesotitaninae Tillyard, 1925
  - tribu †Mesotitanini Tillyard, 1925
    - genre †Gigatitan Sharov, 1968
    - genre †Mesotitan Tillyard, 1925
    - genre †Nanotitan Sharov, 1968
    - genre †Ootitan Sharov, 1968

  - tribu †Tcholmanvissiellini Béthoux, 2007
    - genre †Tcholmanvissiella Gorochov, 1987

  - tribu indéterminée
    - genre †Mesotitanodes Sharov, 1968
    - genre †Ultratitan Sharov, 1968
- sous-famille †Prototitaninae Gorochov, 2003
  - genre Prototitan Sharov, 1968

## Publication originale
- (en) Tillyard 1925 : A new fossil insect wing from Triassic beds near Deewhy, New South Wales. Proceedings of the Linnean Society of New South Wales, vol. 50, p. 374-377.